# Смидович, Софья Николаевна
Софья Николаевна Смидович (в девичестве — Черносвитова, по первому мужу Луначарская; 20 (8) марта 1872, Тула — 26 ноября 1934, Москва) — российская революционерка, деятель РСДРП, затем РСДРП(б), РКП(б) и ВКП(б).

## Биография
Софья Николаевна Черносвитова родилась 20 марта 1872 года в Туле. 
Отец — Черносвитов Николай Петрович (1848–1908) адвокат, присяжный поверенный в Туле, а с 1873 года — правитель канцелярии Тульского губернатора, с 1886 года — депутат дворянства Веневского уезда, владелец сахарного завода и имения «Щучье» под г. Веневым.  Мать — Пушкина Александра Ивановна (1840–1934).  Семья Черносвитовых — благородного происхождения, имела родственную связь с семьей  Александра Сергеевича Пушкина со стороны их дальней родственницы Натальи Абрамовны Пушкиной (1746—1819). Софья Николаевна выросла в семейном поместье в деревне Щучье Венёвского уезда. 
У Софьи Николаевны было трое братьев: Николай (1869(70)—1937), Владимир (род. 1873) и Алексей (ум. в 1905). 
Её отец, будучи либералом симпатизировал революционерам, принимавшим у себя студентов. Когда дочь выросла и окончила лицей, отец построил школу, чтобы Софья могла обучать крестьянских детей. В 18 лет Софья выходит замуж. Её мужем становится Платон Васильевич Луначарский, врач-хирург, старший брат Анатолия Васильевича Луначарского.
Затем она уезжает за границу где начинает посещать группу Освобождение труда первую группу русских марксистов, основателями которой являлись Георгий Валентинович Плеханов и Вера Ивановна Засулич. Под влиянием этого она сразу же становится убеждённой социал-демократкой. На одной из встреч она получает указание явиться в Москву и там знакомится с сестрой Владимира Ильича Ленина, Анной Ильиничной Елизаровой-Ульяновой. С этого времени начинается большая дружба между Софьей Николаевной и семьёй Ульяновых.
С 1898 года она уже член Российской социал-демократической рабочей партии. В 1901 году Софья Николаевна была арестована и взята под стражу, затем сослана в ссылку в Тулу, под наблюдением полицейского. Там она работает в публичной городской библиотеке а также продолжает свою политическую активность. 14 сентября 1903 года последовал второй арест, когда Софья активно готовила манифестацию и в то же самое время был арестован Платон Луначарский. Он выйдет из тюрьмы тяжело больным инвалидом и умрет 12 декабря этого же года.
В 1905 году, Софья Николаевна арестована и изгнана в ссылку уже в Киев. В 1905 году, она возвращается в Тулу и вступает в комитет РСДРП(б). Теперь она работает в самом центре партийных организаций в Москве. В 1910 году, она снова арестована и уже в 1911 году осуждена на 2 года ссылки в Тулу. После она выходит замуж за Пётра Гермогеновича Смидович, с которым знакома ещё со времен революционной деятельности.
С 1914 года она работает в Московском ЦК РСДРП. Являлась активной участницей Февральской революции и Октябрьской революции.
И вот она уже непосредственно является членом управления партии большевиков: секретарем бюро центрального комитета РСДРП(б) в Москве, членом комиссии труда среди женщин, ответственной департамента информации, а также секретарь президиума советов Москвы во время Октябрьской революции. В 1918 и в 1919 годах она член департамента народного образования Москвы и с 1919 по 1922 годы она возглавила женский отдел в центральном комитете Коммунистической партии Советского Союза в Москве.
В 1922 году она сменила Александру Коллонтай, которая была во главе департамента деятельности среди женщин Центрального комитета партии, Женотдела, и занимала этот пост вплоть до замены её Клавдией Ивановной Николаевой в 1924.
С 1925 по 1930 годы, она работает в аппарате ЦККВКП(б) и как член Партколлегии ЦКК. В 1931 et 1932 годах, она являлась заместителем председателя комитета по улучшению труда и быта женщин при ЦИК СССР, затем работала в обществе старых большевиков.. Делегат 11-16 съездов ВКП(б), на 13−15 съездах избиралась членом ЦКК. Софья Николаевна была награждена орденом Ленина.
Софья Николаевна умерла 26 ноября 1934 года, за несколько дней до убийства Сергея Мироновича Кирова в Ленинграде (ныне Санкт-Петербург). Её муж Пётр Смидович, который являлся начиная 1924 года президентом Комитета по земельному устройству еврейских трудящихся при президиуме Совета национальностей ЦИК СССР (КомЗЕТ), умер в апреле 1935. Урна с их прахом сохранилась в некрополе Кремлёвской стены на Красной Площади в Москве (а точнее,  прах С.Н. Смидович захоронен в колумбарии  бывшего главного здания Донского крематория - секция 6). 

## Семья
Дети:
- Сын — Глеб (1910—1997) был арестован в 1939 году и отправлен в лагерь[12][13]. Позже он будет реабилитирован.
- Татьяна Платоновна Перимова (1895—1935), дочь Софьи Николаевны и Платона Луначарского, была литературоведом, автором книги о Флобере. Умерла от внезапной болезни.

## Публикации
Луначарская С. Н. Юбилей А. С. Пушкина в школе. М.: Учпедгиз, 1936. 167 с. 